# Batarà maculat
El batarà maculat (Hypoedaleus guttatus) és una espècie d'ocell de la família Thamnophilidae. És l'únic membre del gènere Hypoedaleus.
És endèmic en el nord-est de l'Argentina, sud-est del Brasil i est del Paraguai.
Els seus hàbitats naturals són selves subtropical o tropical humides baixes.